# Juge Camusot
Pour les articles homonymes, voir Camusot.
Le  juge Camusot, né en 1794, est un personnage de La Comédie humaine d'Honoré de Balzac. Il est le fils de Camusot. Il apparaît principalement dans Le Cabinet des Antiques où il n'est encore que « Camusot », mais où sa carrière est en bonne voie grâce à sa complaisance pour Diane de Maufrigneuse.
Sa femme, habile, ambitieuse, prend sa carrière en main et complote pour s'attirer les faveurs de puissants personnages.

## Biographie de fiction
- En 1818, Camusot  est jeune avocat, invité avec son père au bal de César Birotteau.
- En 1824, il est juge d'instruction, à Alençon, dans Le Cabinet des Antiques. Il a deux enfants.
- En 1825, après avoir déposé un mandat d'arrêt contre Victurnien d'Esgrignon, il accepte, sur demande de Diane de Maufrigneuse, de prononcer un non-lieu. En récompense de ce « service », il est nommé six mois plus tard juge suppléant à la cour royale de Paris, puis juge d'instruction et chevalier de la Légion d'honneur.
- De 1825 à 1828, dans Le Cousin Pons, il est nommé au tribunal de Mantes, puis juge d'instruction à Paris.
- En 1828, dans L'Interdiction, il est nommé à la place du juge Popinot dans l'affaire engagée par la marquise d'Espard contre son mari, le marquis d'Espard.
- En 1828, dans Splendeurs et misères des courtisanes interroge le faux abbé Carlos Herrera sans succès. Il commet ensuite un grand nombre d'erreurs. Il procède à l'interrogatoire de Lucien de Rubempré, lui donne lecture de la lettre d'Esther Gobseck et Lucien s'effondre au grand regret de monsieur juge Granville, qui fait sentir sa maladresse à Camusot. Le juge Camusot demande aussitôt conseil à sa femme, qui se charge de monter une opération de séduction et de chantage auprès de Diane de Maufrigneuse et de madame de Sérisy.
- En 1834, dans Le Cousin Pons, servi par son incapacité notoire, il obtient un siège à la chambre des mises en accusation, travail routinier qui lui convient.
- En 1844, il rajoute à son nom celui d'une terre achetée en Normandie (de Marville). Il est fait commandeur de la Légion d'honneur. Seul héritier légal de Sylvain Pons, il hérite de la collection Pons qui se compose seulement d'une tête de singe signée Goya.

## Apparitions
Le juge Camusot apparaît aussi dans :
- La Femme auteur
- La Muse du département

## Pour approfondir